# Scythrophrys sawayae
Genre
Espèce
Synonymes
- Zachaenus sawayae Cochran, 1953

Statut de conservation UICN

 LC  : Préoccupation mineure
Scythrophrys sawayae, unique représentant du genre Scythrophrys, est une espèce d'amphibiens de la famille des Leptodactylidae.

## Répartition
Cette espèce est endémique du Brésil. Elle se rencontre entre 800 et 1 000 m d'altitude dans la Serra do Mar dans les États du Paraná et de Santa Catarina,.

## Étymologie
Le genre Scythrophrys vient du grec scythros, renfrogné, et de phryne, le crapaud, en référence à l'aspect de cette espèce. L'espèce est nommée en l'honneur de Ricardo Jannini Sawaya.

## Publications originales
- Cochran, 1953 : Three New Brazilian Frogs. Herpetologica, vol. 8, no 4, p. 111-120.
- Lynch, 1971 : Evolutionary relationships, osteology and zoogeography of Leptodactyloid frogs. Miscellaneous Publication, Museum of Natural History, University of Kansas, vol. 53, p. 1-238 (texte intégral).